# Valeriana

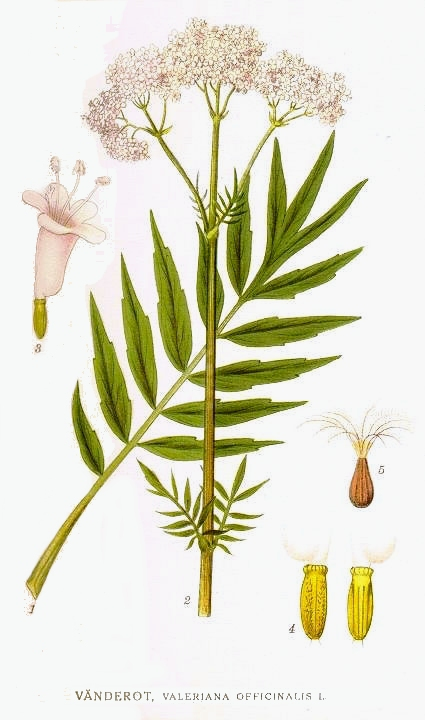
Valeriana officinalis

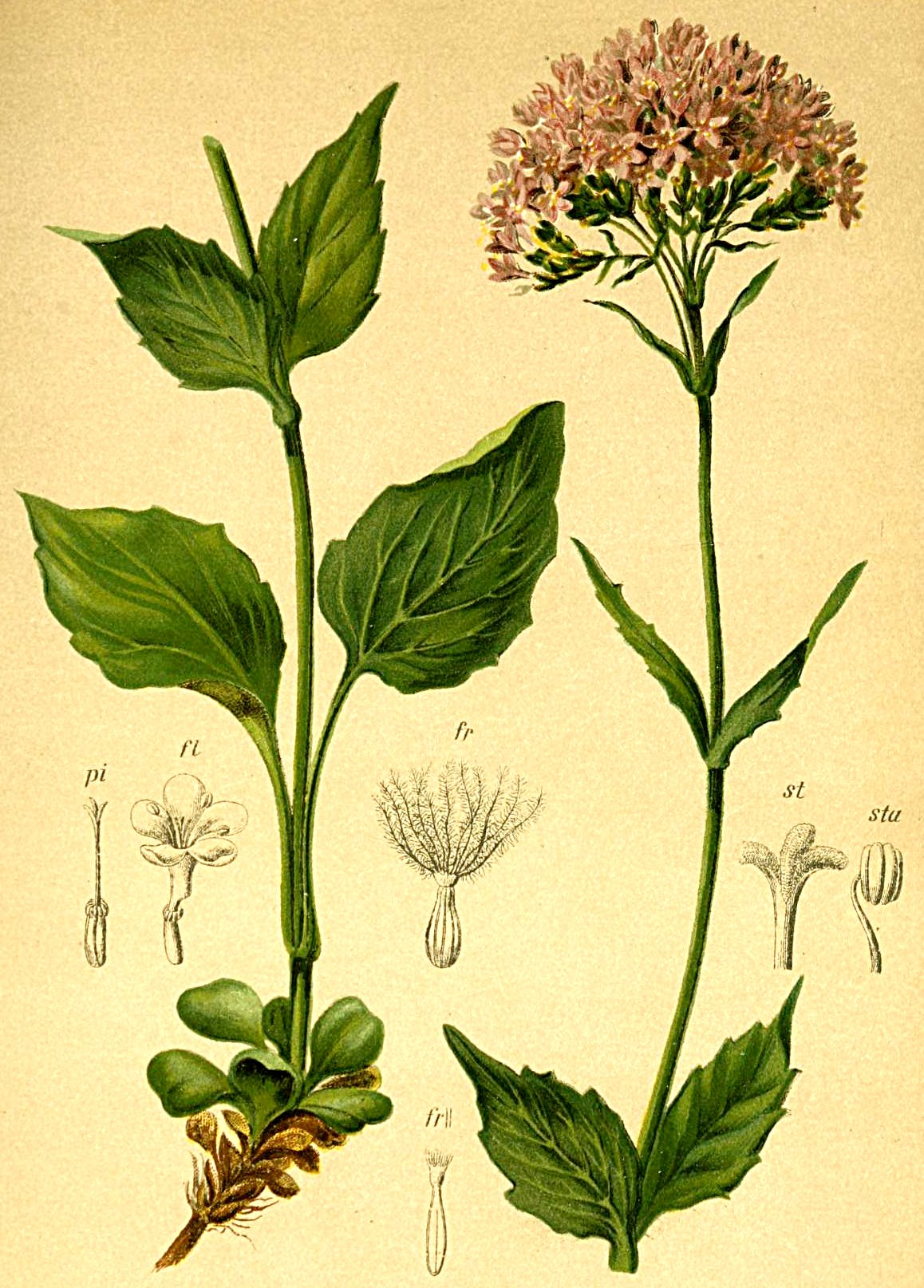
V. montana

Valeriana este un gen de plante din familia Valerianaceae.

## Specii
- Valeriana acutiloba
- Valeriana adscendens
- Valeriana aequiloba
- Valeriana agrimonifolia
- Valeriana albonervata
- Valeriana alliariifolia
- Valeriana altaica
- Valeriana alypifolia
- Valeriana amurensis
- Valeriana apiifolia
- Valeriana arborea
- Valeriana arizonica
- Valeriana asarifolia
- Valeriana asplenifolia
- Valeriana asterothrix
- Valeriana atacamensis
- Valeriana baltana
- Valeriana bambusicaulis
- Valeriana barbareifolia
- Valeriana barbulata
- Valeriana beamanii
- Valeriana bertiscea
- Valeriana boliviana
- Valeriana bornmuelleri
- Valeriana bracteata
- Valeriana bracteosa
- Valeriana bractescens
- Valeriana bridgesii
- Valeriana briquetiana
- Valeriana bryophila
- Valeriana bulbosa
- Valeriana buxifolia
- Valeriana calcicola
- Valeriana californica
- Valeriana calvescens
- Valeriana capensis
- Valeriana capitata
- Valeriana carnosa
- Valeriana castellanosii
- Valeriana catharinensis
- Valeriana celtica
- Valeriana cephalantha
- Valeriana ceratophylla
- Valeriana cernua
- Valeriana cerosifolia
- Valeriana chaerophylloides
- Valeriana chamaedryfolia
- Valeriana chiapensis
- Valeriana chilensis
- Valeriana ciliata
- Valeriana clarionifolia
- Valeriana clematitis
- Valeriana coarctata
- Valeriana coleophylla
- Valeriana columbiana
- Valeriana comosa
- Valeriana condamoana
- Valeriana connata
- Valeriana convallarioides
- Valeriana corymbulosa
- Valeriana costata
- Valeriana crassifolia
- Valeriana crinii
- Valeriana crispa
- Valeriana cuatrecasasii
- Valeriana cucurbitifolia
- Valeriana cumbemayensis
- Valeriana daphniflora
- Valeriana decussata
- Valeriana deltoidea
- Valeriana densa
- Valeriana densiflora
- Valeriana diffusa
- Valeriana dinorrhiza
- Valeriana dioica
- Valeriana dioscoridis
- Valeriana dipsacoides
- Valeriana dominguensis
- Valeriana edulis
- Valeriana effusa
- Valeriana eichleriana
- Valeriana elongata
- Valeriana emmanuelii
- Valeriana engleriana
- Valeriana eupatoria
- Valeriana fauriei
- Valeriana fedtschenkoi
- Valeriana ferax
- Valeriana ficariifolia
- Valeriana flaccidissima
- Valeriana flagellifera
- Valeriana fonkii
- Valeriana fragilis
- Valeriana glaziovii
- Valeriana glechomifolia
- Valeriana globiflora
- Valeriana globulariifolia
- Valeriana globularioides
- Valeriana globularis
- Valeriana graciliceps
- Valeriana granataea
- Valeriana grandifolia
- Valeriana grisiana
- Valeriana grossheimii
- Valeriana hadros
- Valeriana hardwickii
- Valeriana hebecarpa
- Valeriana hengduanensis
- Valeriana henrici
- Valeriana herrerae
- Valeriana hiemalis
- Valeriana hirtella
- Valeriana hirticalyx
- Valeriana hornschuchiana
- Valeriana humboldtii
- Valeriana hyalinorrhiza
- Valeriana imbricata
- Valeriana interrupta
- Valeriana isoetifolia
- Valeriana jasminoides
- Valeriana jatamansi
- Valeriana johannae
- Valeriana karstenii
- Valeriana kawakamii
- Valeriana kilimandscharica
- Valeriana laciniosa
- Valeriana lancifolia
- Valeriana lapathifolia
- Valeriana laurifolia
- Valeriana laxiflora
- Valeriana laxissima
- Valeriana ledoides
- Valeriana lepidota
- Valeriana leptothyrsa
- Valeriana lesueurii
- Valeriana leucocarpa
- Valeriana longiflora
- Valeriana macbridei
- Valeriana macrorhiza
- Valeriana magellanica
- Valeriana magna
- Valeriana malvacea
- Valeriana mandoniana
- Valeriana mandonii
- Valeriana mapirensis
- Valeriana meonantha
- Valeriana merxmuelleri
- Valeriana mexicana
- Valeriana microphylla
- Valeriana micropterina
- Valeriana minutiflora
- Valeriana montana
- Valeriana moorei
- Valeriana muelleri
- Valeriana naidae
- Valeriana nelsonii
- Valeriana nigricans
- Valeriana nivalis
- Valeriana oaxacana
- Valeriana oblongifolia
- Valeriana obovata
- Valeriana obtusifolia
- Valeriana occidentalis
- Valeriana officinalis
- Valeriana olenaea
- Valeriana oreocharis
- Valeriana organensis
- Valeriana otomiana
- Valeriana palmatiloba
- Valeriana palmeri
- Valeriana paniculata
- Valeriana papilla
- Valeriana pardoana
- Valeriana parvula
- Valeriana pauciflora
- Valeriana peltata
- Valeriana pennellii
- Valeriana petersenii
- Valeriana philippiana
- Valeriana phitosiana
- Valeriana phu
- Valeriana phylicoides
- Valeriana pilosa
- Valeriana pinnatifida
- Valeriana plantaginea
- Valeriana plectritoides
- Valeriana polemonifolia
- Valeriana polybotrya
- Valeriana polyclada
- Valeriana polystachya
- Valeriana potopensis
- Valeriana prionophylla
- Valeriana procera
- Valeriana protenta
- Valeriana pseudofficinalis
- Valeriana psychrophila
- Valeriana pubicarpa
- Valeriana pulchella
- Valeriana punctata
- Valeriana pycnantha
- Valeriana pyramidalis
- Valeriana pyrenaica
- Valeriana pyricarpa
- Valeriana quadrangularis
- Valeriana quindiensis
- Valeriana quiroana
- Valeriana radicalis
- Valeriana radicata
- Valeriana reitziana
- Valeriana renifolia
- Valeriana rhodoleuca
- Valeriana robertianifolia
- Valeriana rosaliana
- Valeriana rossica
- Valeriana rufescens
- Valeriana rumicoides
- Valeriana rusbyi
- Valeriana rzedowskiorum
- Valeriana salicariifolia
- Valeriana saliunca
- Valeriana sambucifolia
- Valeriana samolifolia
- Valeriana scandens
- Valeriana scouleri
- Valeriana secunda
- Valeriana sedifolia
- Valeriana selerorum
- Valeriana senecioides
- Valeriana septentrionalis
- Valeriana serrata
- Valeriana sichuanica
- Valeriana sisymbriifolia
- Valeriana sitchensis
- Valeriana smithii
- Valeriana sorbifolia
- Valeriana sphaerocarpa
- Valeriana sphaerocephala
- Valeriana sphaerophora
- Valeriana spicata
- Valeriana spiroflora
- Valeriana stenophylla
- Valeriana stenoptera
- Valeriana stricta
- Valeriana stuckertii
- Valeriana subincisa
- Valeriana supina
- Valeriana tachirensis
- Valeriana tafiensis
- Valeriana tajuvensis
- Valeriana tanacetifolia
- Valeriana tangutica
- Valeriana tatamana
- Valeriana tessendorffiana
- Valeriana texana
- Valeriana tiliifolia
- Valeriana tomentosa
- Valeriana transjenisensis
- Valeriana trichomanes
- Valeriana trichostoma
- Valeriana triphylla
- Valeriana triplinervis
- Valeriana tripteris
- Valeriana tuberifera
- Valeriana tuberosa
- Valeriana turczaninovii
- Valeriana turkestanica
- Valeriana tzotzilana
- Valeriana ulei
- Valeriana uliginosa
- Valeriana urbanii
- Valeriana urticifolia
- Valeriana vaga
- Valeriana vaginata
- Valeriana valdiviana
- Valeriana velutina
- Valeriana venezuelana
- Valeriana verrucosa
- Valeriana vetasana
- Valeriana virescens
- Valeriana virgata
- Valeriana volkensii
- Valeriana wallrothii
- Valeriana warburgii
- Valeriana weberbaueri
- Valeriana wolgensis
- Valeriana zamoranensis
- Valeriana zapotecana

## Legături externe
- „Valeriana” în Dicționar dendrofloricol la DEX online
- en  USDA records of the distribution of the genus in the United States